# Пальчук Микола Миколайович
Микола Миколайович Пальчук (27 травня 1945, Дніпропетровська область — 30 листопада 2016, Київ) — український військовик. Генерал-лейтенант. Т.в.о. Начальника Генерального штабу Збройних Сил України (13.11.2001-27.11.2001) та (27.07.2002-13.08.2002). Перший заступник начальника Генерального штабу Збройних Сил України (2000—2003). Кандидат військових наук. Доцент.

## Біографія
Генерал-лейтенант Микола Миколайович Пальчук народився 27 травня 1945 року у селі Микільське-на-Дніпрі Солонянського району Дніпропетровської області.
У 1967 році закінчив Харківське гвардійське танкове командне училище. Офіцерську службу розпочав командиром танкового взводу в Південній групі військ.
З 1968 по 1976 проходив службу на командних посадах в Південній групі військ та Далекосхідному військовому окрузі.
У 1976 році з посади командира танкового батальйону поступив до Воєнної академії бронетанкових військ. Після її закінчення у 1979 році для проходження військової служби направлений в Головне командування військ Далекого Сходу, де проходив службу на посадах старшого офіцера в управлінні бойової підготовки, заступника начальника відділу, начальника відділу, заступника начальника оперативного управління.
У 1990 році закінчив Воєнну академію Генерального штабу Збройних Сил СРСР. З 1992 по 1996 рік — заступник та перший заступник начальника управління підготовки військ (сил) та інспекцій Головного штабу Збройних Сил України, начальник штабу — перший заступник начальника Головного управління Сухопутних військ Збройних Сил України.
У 1996 році призначений начальником Головного оперативного управління — заступником начальника Генерального штабу Збройних Сил України.
Був головним ініціатором розробки Державної програми будівництва та розвитку Збройних Сил України на період до 2005 року, безпосередньо очолював відпрацювання її проекту Головним оперативним управлінням Генерального штабу Збройних Сил України.
З січня 2000 року по серпень 2003 року проходив службу на посаді першого заступника начальника Генерального штабу Збройних Сил України, з 13 по 27 листопада 2001 року виконував його обов'язки.
Після звільнення з військової служби у 2003 році працював радником Міністра оборони України, провідним науковим співробітником Центрального науково-дослідного інституту Збройних Сил України.
Мав наукове звання доцент, науковий ступінь  кандидата воєнних наук.
Нагороджений орденами «За службу Родине в Вооруженных силах СССР» ІІІ ступеню, «Богдана Хмельницького» ІІ та ІІІ ступеню, медаллю «За бойові заслуги» та багатьма іншими медалями та відзнаками.
Від тяжкої хвороби пішов з життя 30 листопада 2016 року.

## Нагороди та відзнаки
- Орден «За службу Батьківщині в Збройних Силах СРСР» ІІІ ст.,
- Орден Богдана Хмельницького ІІІ ст.
- Орден Богдана Хмельницького ІІ ст.
- Медаль «За бойові заслуги»,
- Відзнака Міністерства оборони України «Іменна вогнепальна зброя»,
- інші відзнаки СРСР та України